# Fållinge

Fållinge, tidigare Follinge, är en gård från medeltiden i Allhelgona socken (nuvarande Mjölby kommun). Den bestod av 2 1⁄2 mantal. 